# The Last Half Hour: The Mayerling Story
The Last Half Hour: The Mayerling Story ist ein US-amerikanischer Fernsehkurzfilm aus dem Jahre 1951 von Richard Oswald, der mit einigen Szenen die Tragödie von Mayerling (1889) nachstellt.

## Handlung
Dieser Fernsehpilot zeichnet in kurzen Zügen die tragische Geschichte von Kronprinz Rudolf von Österreich-Ungarn und seiner noch nicht volljährigen Geliebten Mary Vetsera nach. Rudolf steht im scharfen Gegensatz zu seinem erzkonservativen Vater, dem österreichischen Kaiser, der auch seine Beziehung mit der jugendlichen Baronesse missbilligt. Während der unglücklich mit Kronprinzessin Stephanie verheiratete Rudolf für dringend benötigte Reformen im multiethnischen Habsburger-Reich plädiert, setzt der alte Monarch ganz auf Härte und seine Geheimpolizei. Darüber kommt es zwischen Vater und Sohn zum Bruch. Schließlich zieht sich Rudolf, zutiefst resigniert, mit seiner Geliebten auf das Jagdschlösschen Mayerling zurück, wo er erst Baronesse Mary und anschließend sich selbst tötet.

## Produktionsnotizen
The Mayerling Story war die letzte Inszenierung des zur Drehzeit 70-jährigen Richard Oswald. Der halbstündige Kurzfilm war zugleich Oswalds einziger Fernsehbeitrag in seiner 40-jährigen Tätigkeit hinter der Kamera. In Deutschland wurde der Film nicht gezeigt.
Die Filmbauten entwarf Rudi Feld.